# يوتوبيا بلانيشيا
يوتوبيا بلانيشيا هو سهل شاسع من الحمم البركانية يقع في النصف الشمالي لكوكب المريخ داخل حوض يوتوبيا التصادمي أكبر حوض تصادم معروف على كوكب المريخ وفي النظام الشمسي بقطر يقدر بنحو 3300 كم .
```
تم اختيار سهل يوتوبيا بلانيشيا كموقع هبوط للمسبار الكوكبي الأمريكي 
فايكينغ 2
   وبدأ استكشافتة في 3 سبتمبر عام 1976 ، و موقع هبوط المركبة الجوالة زورونج في 14 مايو 2021 ، كجزء من مهمة 
تيان وين-1
 الصينية.
[
3
]
[
4
]
```